# Bellechassagne
Bellechassagne é uma comuna francesa na região administrativa da Nova Aquitânia, no departamento de Corrèze. Estende-se por uma área de 13,34 km². Em 2010 a comuna tinha 92 habitantes (densidade: 6,9 hab./km²).